# الکس مونی
الکساندر خاویر مونی (زاده ۷ ژوئن ۱۹۷۱) یک سیاستمدار آمریکایی است که از سال ۲۰۱۵ به عنوان نماینده ایالات متحده از حوزه انتخابیه دوم ویرجینیای غربی  خدمت می‌کند. او عضو حزب جمهوری‌خواه بود و از سال ۱۹۹۹ تا ۲۰۱۱ نماینده ناحیه ۳ در سنای ایالت مریلند بود و رئیس سابق حزب جمهوری‌خواه مریلند است. او اولین فرد اسپانیایی‌تبار است که از ویرجینیای غربی به کنگره انتخاب شد.
در نوامبر ۲۰۲۲، مونی برای نامزدی در سنای ایالات متحده در سال ۲۰۲۴ برای کرسی ویرجینیای غربی که توسط جو مانچین، دموکرات مستعفی اشغال شده بود، ثبت نام کرد. مونی در انتخابات مقدماتی جمهوری خواهان توسط فرماندار جیم جاستیس شکست خورد.